# Spital Tongues
Spital Tongues – część miasta Newcastle upon Tyne, w Anglii, w hrabstwie ceremonialnym Tyne and Wear. Leży 2 km na północny zachód od centrum miasta.